# Święty Werekond
Święty Werekond, Veremondo (ur. ok. 1020 w Arelbano, zm. 1092 w Hirache Nawarra) – święty Kościoła katolickiego, opat.
Był opatem benedyktyńskiego klasztoru w Hirache. Zapamiętany został za swe miłosierdzie i dar czynienia cudów.
Jego wspomnienie obchodzone jest 8 marca.

## Źródła internetowe
- San Veremondo (wł.)